# Diputats a les Corts Valencianes (IX Legislatura)
Llista dels 99 Diputats a les Corts Valencianes que han conformat la institució legislativa de la Generalitat Valenciana durant la novena legislatura del País Valencià, període que s'inicià l'11 de juny de 2015.
| Nom                               | Circumscripció | Partit               | Grup Parlamentari | Substitució                                                                      |
| --------------------------------- | -------------- | -------------------- | ----------------- | -------------------------------------------------------------------------------- |
| Eva Alcón Soler                   | Castelló       | Independent          | Socialista        | Ana Besalduch Besalduch (des del 18/04/2017)                                     |
| Josep Francesc Almeria Serrano    | Alacant        | Podem                | Podemos-Podem     |                                                                                  |
| Mónica Álvaro Cerezo              | Castelló       | BLOC-Compromís       | Compromís         |                                                                                  |
| Carmen Amoraga Toledo             | València       | PSPV-PSOE            | Socialista        | Mercedes Caballero Hueso (des del 22/07/2015)                                    |
| Emilio Argüeso Torres             | Alacant        | Ciutadans            | Ciudadanos        |                                                                                  |
| Vicente Arqués Cortés             | Alacant        | PSPV-PSOE            | Socialista        |                                                                                  |
| Belén Bachero Traver              | Castelló       | Iniciativa-Compromís | Compromís         |                                                                                  |
| Rita Barberá Nolla                | València       | PPCV                 | Popular           | Juan Carlos Caballero Montañés (des del 09/09/2015)                              |
| Ana Barceló Chico                 | Alacant        | PSPV-PSOE            | Socialista        |                                                                                  |
| Jorge Bellver Casaña              | València       | PPCV                 | Popular           |                                                                                  |
| María Bernal Talavera             | València       | PPCV                 | Popular           | Maria Sagrario Sánchez Cortés (des del 27/04/2018)                               |
| Antoni Joan Bertomeu Vallés       | Alacant        | PPCV                 | Popular           |                                                                                  |
| Vicente Betoret Coll              | València       | PPCV                 | Popular           |                                                                                  |
| Alfred Boix Pastor                | València       | PSPV-PSOE            | Socialista        |                                                                                  |
| Isabel Bonig Trigueros            | Castelló       | PPCV                 | Popular           |                                                                                  |
| Máximo Buch Torralva              | Alacant        | PPCV                 | Popular           | José Ramón Calpe Saera (des del 23/09/2015)                                      |
| Cristina Cabedo Laborda           | Castelló       | Podem                | Podemos-Podem     |                                                                                  |
| Marian Campello Moreno            | Alacant        | BLOC-Compromís       | Compromís         |                                                                                  |
| Vicente Casanova Claramonte       | Castelló       | PPCV                 | Popular           |                                                                                  |
| Alfredo Castelló Sáez             | València       | PPCV                 | Popular           |                                                                                  |
| María José Catalá Verdet          | València       | PPCV                 | Popular           |                                                                                  |
| David Cerdán Pastor               | Alacant        | PSPV-PSOE            | Socialista        |                                                                                  |
| José Císcar Bolufer               | Alacant        | PPCV                 | Popular           |                                                                                  |
| Rafael Climent González           | Alacant        | BLOC-Compromís       | Compromís         |                                                                                  |
| Francesc Colomer Sánchez          | Castelló       | PSPV-PSOE            | Socialista        | Juan Ignacio Subías Ruiz de Villa (des del 22/07/2015)                           |
| Juan Ginés Córdoba Cortijo        | València       | Ciutadans            | Ciudadanos        |                                                                                  |
| Elisa Díaz González               | Alacant        | PPCV                 | Popular           |                                                                                  |
| Antonio Estañ García              | Alacant        | Podem                | Podemos-Podem     |                                                                                  |
| Alberto Fabra Part                | València       | PPCV                 | Popular           | Blanca Garrigues Francés (des del 09/09/2015)                                    |
| Graciela Noemí Ferrer Matvieychuc | València       | Compromís            | Compromís         |                                                                                  |
| María José Ferrer San Segundo     | València       | Independent          | Popular           |                                                                                  |
| Francesc Xavier Ferri Fayos       | València       | BLOC-Compromís       | Compromís         |                                                                                  |
| Alejandro Font de Mora Turón      | Castelló       | PPCV                 | Popular           |                                                                                  |
| Marta Gallén Peris                | Castelló       | PPCV                 | Popular           |                                                                                  |
| Rosa María García González        | Alacant        | Ciutadans            | Ciudadanos        |                                                                                  |
| María José García Jiménez         | València       | Ciutadans            | Ciudadanos        |                                                                                  |
| Francisco Javier García Latorre   | València       | Iniciativa-Compromís | Compromís         |                                                                                  |
| Teresa García Muñoz               | València       | BLOC-Compromís       | Compromís         |                                                                                  |
| Alberto García Salvador           | Castelló       | Ciutadans            | Ciudadanos        |                                                                                  |
| Víctor Garcia i Tomàs             | Castelló       | BLOC-Compromís       | Compromís         |                                                                                  |
| Beatriz Gascó Enríquez            | Castelló       | PPCV                 | Popular           |                                                                                  |
| Beatriz Gascó Verdier             | Alacant        | Podem                | Podemos-Podem     |                                                                                  |
| Daniel Eduardo Geffner Sclarsky   | València       | Podem                | Podemos-Podem     |                                                                                  |
| Fernando González Delgado         | València       | Independent          | Socialista        |                                                                                  |
| Noelia Hernández Sánchez          | Alacant        | PSPV-PSOE            | Socialista        |                                                                                  |
| Rubén Ibáñez Bordonau             | Castelló       | PPCV                 | Popular           |                                                                                  |
| César Jiménez Doménech            | Castelló       | Podem                | Podemos-Podem     |                                                                                  |
| Jordi Juan i Huguet               | València       | BLOC-Compromís       | Compromís         |                                                                                  |
| Manuel Llombart Fuertes           | València       | PPCV                 | Popular           | Víctor Soler Beneyto (des del 09/09/2015)                                        |
| Julián López Milla                | Alacant        | PSPV-PSOE            | Socialista        | Rafael Briet Seguí (des del 22/07/2015) Jesús Sellés Quiles (des del 16/07/2018) |
| Verónica Marcos Puig              | València       | PPCV                 | Popular           |                                                                                  |
| Alexis Frederic Marí Malonda      | València       | Ciutadans            | Ciudadanos        |                                                                                  |
| Sandra Martín Pérez               | Alacant        | PSPV-PSOE            | Socialista        |                                                                                  |
| Carmen Martínez Ramírez           | València       | PSPV-PSOE            | Socialista        |                                                                                  |
| Vicent Marzà i Ibáñez             | Castelló       | BLOC-Compromís       | Compromís         |                                                                                  |
| Manuel Mata Gómez                 | València       | PSPV-PSOE            | Socialista        |                                                                                  |
| Fabiola Meco Tébar                | València       | Podem                | Podemos-Podem     |                                                                                  |
| David de Miguel Martínez          | Castelló       | Ciutadans            | Ciudadanos        |                                                                                  |
| Sandra Minguez Corral             | València       | Podem                | Podemos-Podem     | Jordi Alamán Tabero (des de l'1/09/2017)                                         |
| María José Mira Veintimilla       | València       | Independent          | Socialista        | Concha Andrés Sanchís (des del 22/07/2015)                                       |
| Mireia Mollà i Herrera            | Alacant        | Iniciativa-Compromís | Compromís         |                                                                                  |
| José Antonio Montiel Márquez      | València       | Podem                | Podemos-Podem     |                                                                                  |
| Juan Carlos Moragues Ferrer       | València       | PPCV                 | Popular           | Miquel Domínguez Pérez (des del 22/07/2015)                                      |
| Enric Xavier Morera i Català      | València       | BLOC-Compromís       | Compromís         |                                                                                  |
| Miguel Ángel Mulet Taló           | Castelló       | PPCV                 | Popular           |                                                                                  |
| José Muñoz Lladró                 | València       | PSPV-PSOE            | Socialista        |                                                                                  |
| José Ramón Nadal Sendra           | Alacant        | Compromís            | Compromís         |                                                                                  |
| Juan de Dios Navarro Caballero    | Alacant        | PPCV                 | Popular           |                                                                                  |
| Isaura Navarro i Casillas         | València       | Iniciativa-Compromís | Compromís         |                                                                                  |
| Mónica Oltra Jarque               | València       | Iniciativa-Compromís | Compromís         |                                                                                  |
| Maria Josep Ortega Requena        | València       | BLOC-Compromís       | Compromís         |                                                                                  |
| Eva Ortiz Vilella                 | Alacant        | PPCV                 | Popular           |                                                                                  |
| Marc Pallarès Piquer              | Castelló       | Podem                | Podemos-Podem     | Irene Rosario Gómez Santos (des del 28/03/2018)                                  |
| María Teresa Parra Almiñana       | Alacant        | PPCV                 | Popular           |                                                                                  |
| Covadonga Peremarch Palomares     | Alacant        | Podem                | Podemos-Podem     |                                                                                  |
| Manuel Pérez Fenoll               | Alacant        | PPCV                 | Popular           |                                                                                  |
| Rosa Maria Peris Cervera          | València       | PSPV-PSOE            | Socialista        |                                                                                  |
| Manuel Pineda Cuenca              | Alacant        | PSPV-PSOE            | Socialista        |                                                                                  |
| Juan Ignacio Ponce Guardiola      | València       | Verds-Compromís      | Compromís         |                                                                                  |
| Ximo Puig Ferrer                  | Castelló       | PSPV-PSOE            | Socialista        |                                                                                  |
| Carolina Punset Bannel            | València       | Ciutadans            | Ciudadanos        | Domingo Rojo Sánchez (des del 09/02/2016)                                        |
| Mari Llum Quiñonero Hernández     | Alacant        | Podem                | Podemos-Podem     |                                                                                  |
| Cristina Rodríguez Armigen        | Alacant        | Verds-Compromís      | Compromís         |                                                                                  |
| José Salas Maldonado              | Alacant        | PPCV                 | Popular           |                                                                                  |
| Maria José Salvador Rubert        | Castelló       | PSPV-PSOE            | Socialista        |                                                                                  |
| César Sánchez Pérez               | Alacant        | PPCV                 | Popular           | Fernando Pastor Llorens (des del 09/09/2015)                                     |
| María del Carmen Sánchez Zamora   | Alacant        | Ciutadans            | Ciudadanos        |                                                                                  |
| Luis Santamaría Ruiz              | València       | PPCV                 | Popular           |                                                                                  |
| Toñi Serna Serrano                | Alacant        | PSPV-PSOE            | Socialista        |                                                                                  |
| Antonio Subiela Chico             | València       | Ciutadans            | Ciudadanos        |                                                                                  |
| Clara Tirado Museros              | Castelló       | PSPV-PSOE            | Socialista        |                                                                                  |
| Emigdio Tormo Moratalla           | Alacant        | Ciutadans            | Ciudadanos        |                                                                                  |
| David Torres García               | València       | Podem                | Podemos-Podem     |                                                                                  |
| Antonio Torres Salvador           | Alacant        | PSPV-PSOE            | Socialista        | Rosa de Falastín Mustafá Ávila (des del 22/07/2015)                              |
| Mercedes Ventura Campos           | Castelló       | Ciutadans            | Ciudadanos        |                                                                                  |
| Enrique Vidal Pérez               | Castelló       | PSPV-PSOE            | Socialista        | Maria Sabina Escrig Monzó (des del 23/09/2015)                                   |
| Antonio Joaquín Woodward Poch     | Alacant        | Ciutadans            | Ciudadanos        |                                                                                  |
| María Remedios Yáñez Motos        | Alacant        | PPCV                 | Popular           |                                                                                  |
| José Juan Zaplana López           | Alacant        | PPCV                 | Popular           |                                                                                  |